# ويكيبيديا الفيتنامية
ويكيبيديا الفيتنامية (بالفيتنامية: Wikipedia tiếng Việt)‏ هي إصدار اللغة الفيتنامية من ويكيبيديا. بدأت الموسوعة في نوفمبر 2002، لكنها لم تتلق مساهمات ملحوظة إلا بعد إعادة إطلاقها في مارس 2003. وقد تجاوزت حاجز المئة ألف مقالة في منتصف سبتمبر 2009.

## التاريخ
أنشئت ويكيبيديا الفيتنامية في نوفمبر 2002. لم يحظ المشروع باهتمام كبير ولم يتلقى مساهمات كبيرة حتى «أعيد تشغيله» في أكتوبر 2003. في 26 أغسطس 2008، نمت ويكيبيديا الفيتنامية إلى أكثر من 50,000 مقالة أنشئت 432 منها تقريبًا بواسطة الروبوتات. وصلت إلى 100,000 مقالة في 12 سبتمبر 2009، وشكلت المقالات التي أنشئت بواسطة الروبوت حوالي 5٪ من مجموعة المقالات.
بدأت نسخة فيتنامية تجريبية تكتب بنص تشو نوم في أكتوبر 2006 في حاضنة ويكيميديا. ولكن حذفت في أبريل 2010. في اليوم 28 من سبتمبر عام 2012م، تمكنت ويكيبديا الفيتنامية من الوصول لرقم 500 ألف مقال، وفي اليوم الخامس عشر من يونيو عام 2014م، تمكنت ويكيبيديا الفيتنامية من الوصول لرقم مليون مقال. في 23 يونيو 2014، وافق مجتمع ويكيبيديا الفيتنامية على قبول استخدام برامج الروبوت لإنشاء المقالات.
تدعم مجموعة ويكيميديا فيتنام التي يقودها المتطوعون تطوير ويكيبيديا الفيتنامية ومشاريع ويكيميديا الفيتنامية الأخرى. حصلت على اعتراف رسمي كمجموعة مستخدمي ويكيميديا في 28 أغسطس 2018.

## المحتوى
اعتبارًا من مايو 2025، لديها حوالي 1٬294٬000 مقالة. وهي أكبر ويكيبيديا بلغة غير أوروبية. اعتبارًا من عام 2014، أنشئت 375,000 مقالًا يدويًا فقط، و67٪ من مقالاتها أنشئت بواسطة الروبوتات، وبالتالي فهي تحتل المرتبة الثالثة بين ويكيبيديا اللغات غير الأوروبية بعد اليابانية والصينية.

## التخريب
غطت وسائل الإعلام الفيتنامية التخريب على ويكيبيديا الفيتنامية. أفادت عدة صحف عن قيام مستخدمين بتخريب المحتوى، وخاصة المقالات التي تتحدث عن المطربين أو الممثلين أو الشخصيات.

## الإحصائيات
| عدد المستخدمين المسجلين | عدد المستخدمين النشيطين | عدد المقالات | صفحات المحتوى | عدد التعديلات | عدد الملفات المرفوعة | عدد الإداريين |
| ----------------------- | ----------------------- | ------------ | ------------- | ------------- | -------------------- | ------------- |
| 988٬668                 | 1٬228                   | 1٬294٬393    | 19٬504٬866    | 73٬466٬906    | 26٬919               | 15            |

## معرض

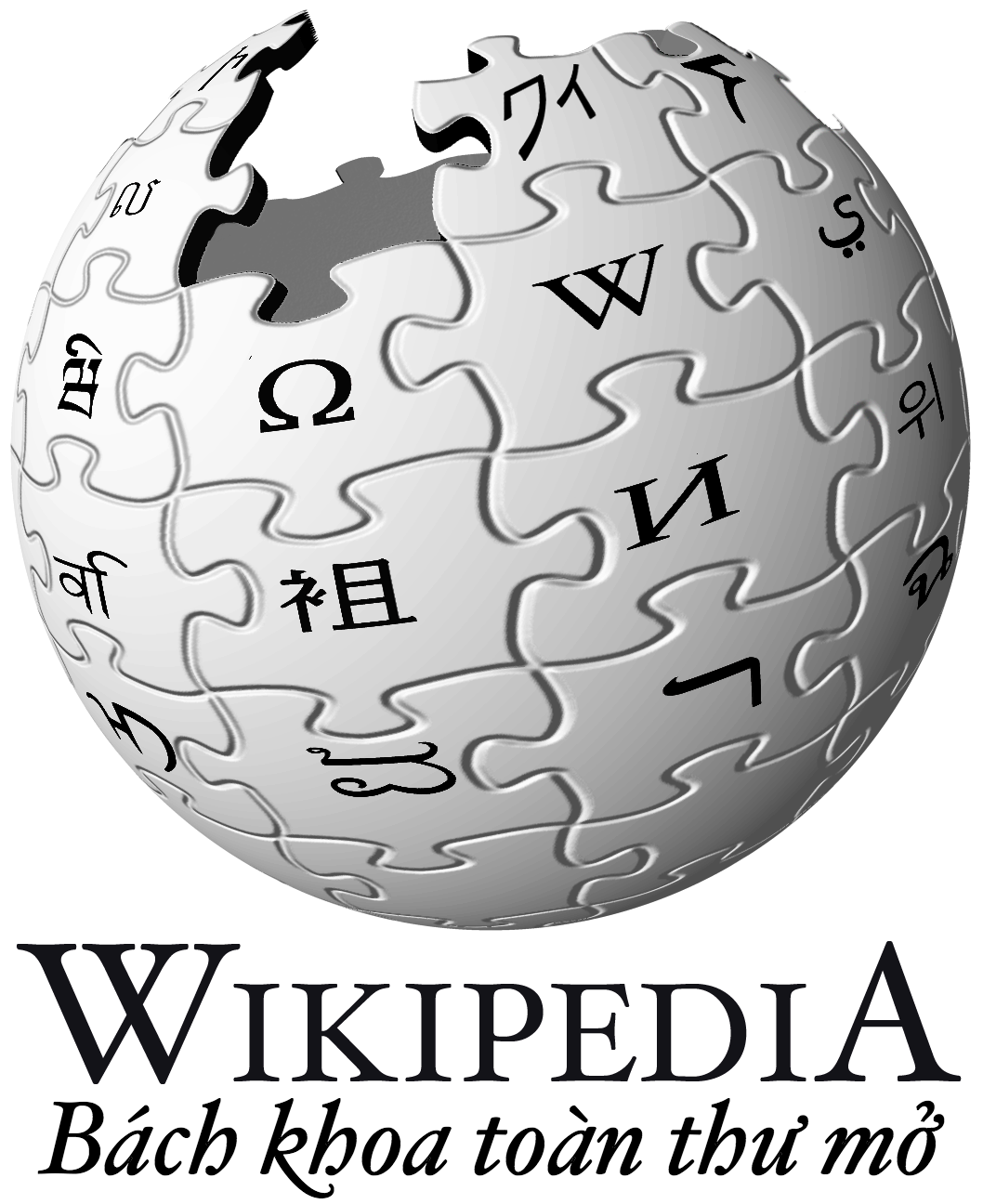
الشعار الرسمي السابق
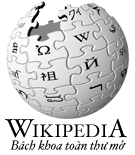
الشعار الرسمي (2005-2009)
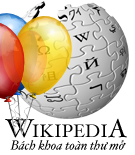
شعار ويكيبيديا الفيتنامية بعد الوصول إلى 10,000 مقالة.
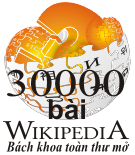
شعار ويكيبيديا الفيتنامية بعد الوصول إلى 30,000 مقالة.
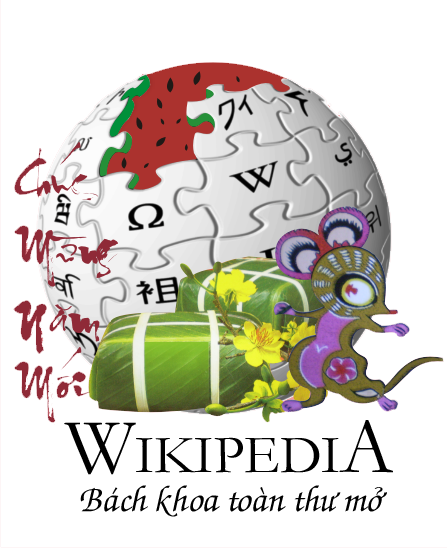
احتفال ويكيبيديا الفيتنامية برأس السنة الجديدة 2008
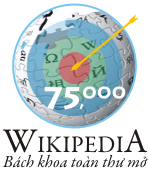
شعار ويكيبيديا الفيتنامية بعد الوصول إلى 50,000 مقالة.
- شعار ويكيبيديا الفيتنامية بعد الوصول إلى 75,000 مقالة.
- شعار ويكيبيديا الفيتنامية بعد الوصول إلى 100,000 مقالة.
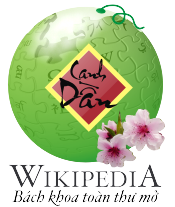
احتفال ويكيبيديا الفيتنامية برأس السنة الجديدة (2010)
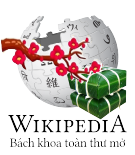
احتفال ويكيبيديا الفيتنامية برأس السنة الجديدة (2011)
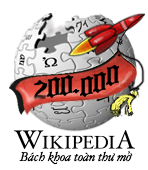
شعار ويكيبيديا الفيتنامية بعد الوصول إلى 200,000 مقالة.
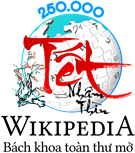
شعار ويكيبيديا الفيتنامية بعد الوصول إلى 100,000 مقالة. والاحتفال برأس السنة الجديدة (2012)
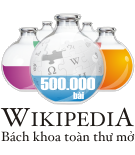
شعار ويكيبيديا الفيتنامية بعد الوصول إلى 500,000 مقالة.
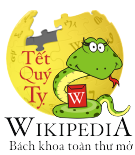
احتفال ويكيبيديا الفيتنامية برأس السنة القمرية الجديدة (2013)
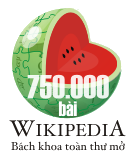
شعار ويكيبيديا الفيتنامية بعد الوصول إلى 750,000 مقالة.
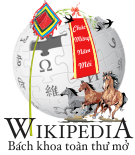
احتفال ويكيبيديا الفيتنامية برأس السنة القمرية الجديدة (2014)
شعار ويكيبيديا الفيتنامية بعد وصولها إلى 1,000,000 مقالة.
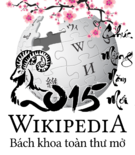
احتفال ويكيبيديا الفيتنامية برأس السنة الجديدة (2015)
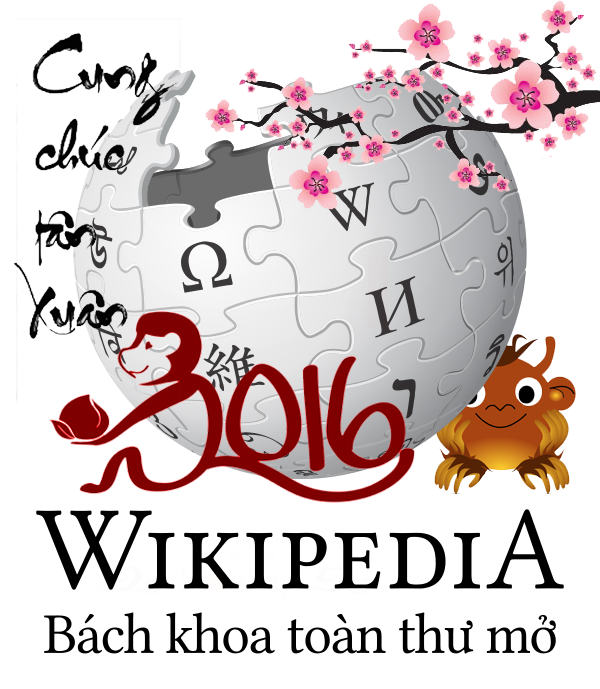
احتفال ويكيبيديا الفيتنامية برأس السنة الجديدة (2016)
احتفال ويكيبيديا الفيتنامية برأس السنة الجديدة (2017)
احتفال ويكيبيديا الفيتنامية برأس السنة الجديدة (2018)
احتفال ويكيبيديا الفيتنامية برأس السنة الجديدة (2019)
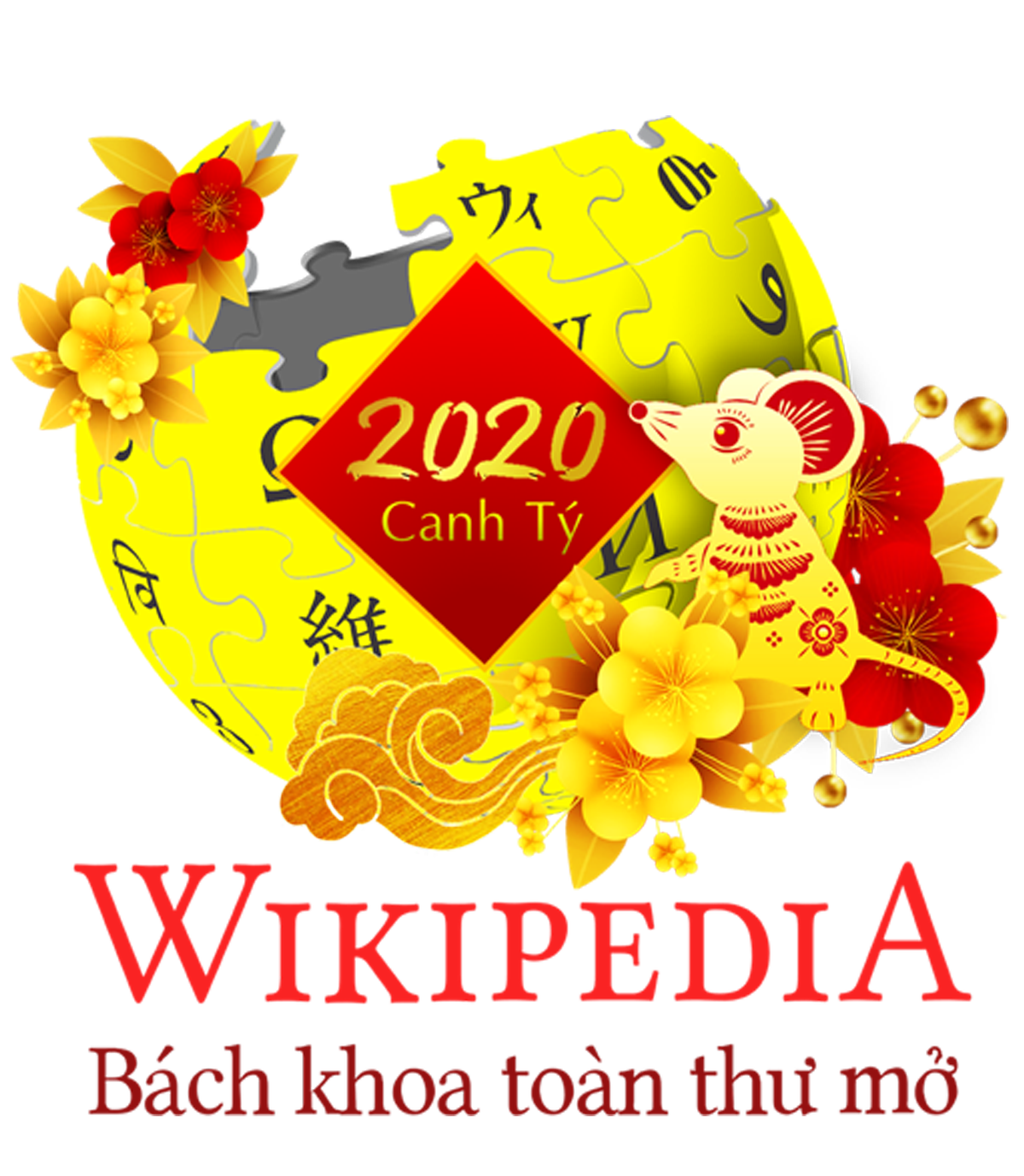
احتفال ويكيبيديا الفيتنامية برأس السنة الجديدة (2020)
شعار ويكيبيديا الفيتنامية بعد وصولها إلى 1,250,000 مقالة.
احتفال ويكيبيديا الفيتنامية برأس السنة الجديدة (2021)

## وصلات خارجية
- ويكيبيديا الفيتنامية